# Tschepeli (Solotschiw)
Tschepeli (ukrainisch Чепелі; russisch Чепели, polnisch Czepiele) ist ein Dorf im Osten der westukrainischen Oblast Lwiw mit etwa 360 Einwohnern (2006).
Sie gehört verwaltungstechnisch zur Siedlungsgemeinde Pidkamin, bis 2020 bildete Tschepeli zusammen mit den Dörfern Penjaky (Пеняки), Litowyschtsche (Літовище) und Malynyschtsche (Малинище) die Landratsgemeinde Penjaky, im Süden des Rajon Brody. Das ehemalige Rajonzentrum Brody liegt 34 km in nördlich von Tschepeli. Das Oblastzentrum Lwiw liegt etwa 115 km westlich des Dorfes.
Die Ortschaft bestand schon in der Adelsrepublik Polen-Litauen und gehörte zwischen 1774 und 1918 zum österreichischen Kronland Galizien. Nach dem Ende des Ersten Weltkrieges kam das Dorf zunächst zur Westukrainischen Volksrepublik und anschließend zur Zweiten Polnischen Republik (in der Woiwodschaft Lwów, Powiat Brody, Gmina Pieniaki). Zu Beginn des Zweiten Weltkrieges wurde Tschepeli im September 1939 von der Sowjetunion erobert und von Sommer 1941 bis 1944 von Deutschland besetzt. Von 1944 an war die Ortschaft Teil der Ukrainischen SSR innerhalb der Sowjetunion und seit deren Zerfall 1991 ist sie Teil der unabhängigen Ukraine.

## Persönlichkeiten
- Jakiw Holowazkyj (1814–1888), Folklorist und Wissenschaftler der galizisch-russischen Volkskunde und Sprache, Dichter und Historiker